# ألان بالمر
ألان بالمر (بالإنجليزية: Alan Palmer)‏ (و. 1926  م) هو مؤرخ العصر الحديث، ومؤلف، وكاتب، وكاتب سير بريطاني، هو عضوٌ في الجمعية الملكية للأدب.

## التعليم
تعلم في كلية أوريل بجامعة أكسفورد، وBancroft's School ‏.

## جوائز
حصل على جوائز منها:
- جائزة المنافسة العامة  [لغات أخرى]‏ (1946)
- قائد الفنون والآداب